# داني أودموشوك
داني أودموشوك (بالتايلندية: ดนัย อุดมโชค) هو لاعب كرة مضرب تايلاندي.

## وصلات خارجية
- داني أودموشوك على موقع رابطة محترفي التنس (الإنجليزية)
- داني أودموشوك على موقع الاتحاد الدولي لكرة المضرب (الإنجليزية)
- داني أودموشوك على موقع كأس ديفيز (الإنجليزية)
- داني أودموشوك على موقع خلاصة التنس.كوم (الإنجليزية)
- داني أودموشوك على موقع إي إس بي إن.كوم (الإنجليزية)

- معلومات عن اللاعب